# Maria Cupcea
Maria Cupcea (n. 6 ianuarie 1903, Fegernic, România – d. 1980, Cluj-Napoca, România) a fost o actriță română de teatru și  de film, care a fost distinsă cu titlul de artist emerit.

## Filmografie
- Citadela sfărîmată (1957) – Emilia
- Sărutul (1965) – Maria
- Gaudeamus igitur (1965)
- Amintiri din copilărie (1965) – mama bădiței Vasile
- Columna (1968) – Prisosta, mama lui Bastus
- Patima (1975) – o doamnă
- Trei zile și trei nopți (1976) – doamna Dunca, mama avocatului Paul Dunca

## Distincții
- titlul de Artist Emerit al Republicii Populare Române (28 ianuarie 1954) „cu ocazia împlinirii a cinci ani de activitate a Teatrului de Stat din Timișoara, Teatrului Maghiar de Stat din Cluj, Teatrului de Stat din Sibiu, Teatrului Secuesc de Stat din Tg. Mureș, Teatrului de Stat din Orașul Stalin, Teatrului Evreesc de Stat din București și pentru merite deosebite în activitatea artistică”[1]
- Ordinul Meritul Cultural clasa a II-a (6 noiembrie 1967) „pentru merite deosebite în domeniul artei dramatice”[2]